# Eucoccidophagus
Eucoccidophagus är ett släkte av steklar. Eucoccidophagus ingår i familjen sköldlussteklar.
Kladogram enligt Catalogue of Life:
| Eucoccidophagus | \| \| Eucoccidophagus adrianae \| \| \| \| \| \| Eucoccidophagus breviventris \| \| \| \| \| \| Eucoccidophagus ferganensis \| \| \| \| \| \| Eucoccidophagus karelianus \| \| \| \| \| \| Eucoccidophagus semiluniger \| \| \| \| |
|                 | \| \| Eucoccidophagus adrianae \| \| \| \| \| \| Eucoccidophagus breviventris \| \| \| \| \| \| Eucoccidophagus ferganensis \| \| \| \| \| \| Eucoccidophagus karelianus \| \| \| \| \| \| Eucoccidophagus semiluniger \| \| \| \| |
|                 | Eucoccidophagus adrianae |
|                 | |
|                 | Eucoccidophagus breviventris |
|                 | |
|                 | Eucoccidophagus ferganensis |
|                 | |
|                 | Eucoccidophagus karelianus |
|                 | |
|                 | Eucoccidophagus semiluniger |
|                 | |